# Рокі-Гілл (Коннектикут)
Рокі-Гілл (англ. Rocky Hill) — місто (англ. town) в США, в окрузі Гартфорд штату Коннектикут. Населення — 20 845 осіб (2020).

## Демографія
Згідно з переписом 2010 року, у місті мешкало 19 709 осіб у 8307 домогосподарствах у складі 4990 родин. Було 8843 помешкання
Расовий склад населення:
| - 83,1 % — білих - 9,9 % — азіатів - 3,8 % — чорних або афроамериканців - 0,2 % — корінних американців - 1,4 % — осіб інших рас |

До двох чи більше рас належало 1,7 %. Частка іспаномовних становила 5,4 % від усіх жителів.
За віковим діапазоном населення розподілялося таким чином: 19,1 % — особи молодші 18 років, 63,2 % — особи у віці 18—64 років, 17,7 % — особи у віці 65 років та старші. Медіана віку мешканця становила 44,0 року. На 100 осіб жіночої статі у місті припадало 95,3 чоловіків;  на 100 жінок у віці від 18 років та старших — 93,4 чоловіків також старших 18 років.
Середній дохід на одне домашнє господарство  становив 102 328 доларів США (медіана — 79 421), а середній дохід на одну сім'ю — 128 427 доларів (медіана — 102 491). Медіана доходів становила 74 406 доларів для чоловіків та 56 875 доларів для жінок. За межею бідності перебувало 7,0 % осіб, у тому числі 8,5 % дітей у віці до 18 років та 6,2 % осіб у віці 65 років та старших.
Цивільне працевлаштоване населення становило 10 476 осіб. Основні галузі зайнятості: освіта, охорона здоров'я та соціальна допомога — 22,5 %, науковці, спеціалісти, менеджери — 16,2 %, фінанси, страхування та нерухомість — 13,2 %.